# グッド・トゥ・ビー・バッド
『グッド・トゥ・ビー・バッド』（Good to Be Bad）は、ホワイトスネイクが2008年に発表した10作目のスタジオ・アルバム。バンドが2003年に再結成されてからは初のスタジオ・アルバムで、前作『レストレス・ハート』（1997年）以来11年ぶりとなる。

## 解説
スティーヴ・ヴァイ等との活動で知られるドラマー、クリス・フレイジャーを新たに迎えた編成でレコーディングされた。音楽評論家のThom Jurekは、allmusic.comにおいて「奇妙なことに、本作のサウンドは1980年代を思わせるという意味で"レトロ"に感じられるが、実際には21世紀現在のラジオにあっては本当にオルタナティブである」「物凄い復活作であり、ホワイトスネイクのカタログの中でも最高傑作に極めて近い」と評している。
『グレイテスト・ヒッツ』（1994年）以来14年ぶりに、全英アルバムチャートでのトップ10入りや、アメリカのBillboard 200へのチャート・インを果たした。
アメリカで発売された限定盤は、ライブ・アルバム『グレイテスト・ヒッツ・ライヴ+ 4 NEW SONGS』（2006年）のディスク2に収録されていたライヴ・ヴァージョン7曲を含むボーナス・ディスクが付属した内容である。
2023年4月28日には、アルバム発売15周年を記念したアニバーサリー盤『スティル… グッド・トゥ・ビー・バッド (Still… Good To Be Bad)』が世界同時発売された。
日本盤は、オリジナル・バージョンの新規リマスター音源や新たにミックスダウンされた「2023 Remix」、デモ音源や未発表音源を収録した4枚組SHM-CD、ライブ映像やミュージックビデオ、インタビュー映像などを収録したBlu-ray、ライナーノーツや当時の写真を収録したハードカバーブックレットなどを同梱した『スーパー・デラックス・エディション』（WPZR-30942/6）、オリジナル・バージョンの新規リマスター音源と2023 Remixを2枚組SHM-CDに収録した『デラックス・エディション』（WPCR-18598/9）の2種類で発売。また海外（輸入盤）では上記2種類のほか、2023 Remixのみを収録したCDや2枚組アナログ盤も発売された。

## 収録曲
特記なき楽曲はデイヴィッド・カヴァデールとダグ・アルドリッチの共作。
1. ベスト・イヤーズ - Best Years - 5:15
2. キャン・ユー・ヒア・ザ・ウィンド・ブロウ - Can You Hear the Wind Blow - 5:04
3. コール・オン・ミー - Call on Me - 5:02
4. オール・アイ・ウォント・オール・アイ・ニード - All I Want All I Need - 5:41
5. グッド・トゥ・ビー・バッド - Good to Be Bad - 5:14
6. オール・フォー・ラヴ（レブ・ビーチ・ソロ・ヴァージョン） - All for Love - 5:14
7. サマー・レイン - Summer Rain - 6:11
8. レイ・ダウン・ユア・ラヴ - Lay Down Your Love - 6:01
9. フール・イン・ラヴ - A Fool in Love - 5:51
10. ゴット・ホワット・ユー・ニード - Got What You Need - 4:16
11. エンド・オブ・タイム - 'Til the End of Time - 5:34

### 日本盤ボーナス・トラック
1. オール・フォー・ラヴ（ダグ・アルドリッチ・ソロ・ヴァージョン） - All for Love (Alt Mix / Doug solo) - 5:14
2. サマー・レイン（アコースティック・ヴァージョン） - Summer Rain (Unzipped Acoustic) - 5:23

### ヨーロッパ限定盤ボーナス・ディスク
1. Summer Rain (Unzipped Acoustic) - 5:21
2. All I Want All I Need (Radio Edit) - 3:58
3. Take Me with You (Live Version) - 7:51

### アメリカ限定盤ボーナス・ディスク
1. Burn - Stormbringer (Live) (David Coverdale, Ritchie Blackmore, Jon Lord, Ian Paice) - 8:38
2. Give Me All Your Love (Live) (D. Coverdale, John Sykes) - 4:27
3. Walking in the Shadow of the Blues (Live) (D. Coverdale, Bernie Marsden) - 5:10
4. The Deeper the Love (Live) (D. Coverdale, Adrian Vandenberg) - 4:32
5. Ready & Willing (Live) (D. Coverdale, Micky Moody, Neil Murray, J. Lord, I. Paice) - 5:41
6. Don't Break My Heart Again (Live) (D. Coverdale) - 6:08
7. Take Me with You (Live) (D. Coverdale, M. Moody) - 7:50

## 参加ミュージシャン
- デイヴィッド・カヴァデール - ボーカル
- ダグ・アルドリッチ - ギター
- レブ・ビーチ - ギター
- ティモシー・ドゥルーリー - キーボード
- ユーライア・ダフィー - ベース
- クリス・フレイジャー - ドラムス